# Georges Bontemps
Pour les articles homonymes, voir Bontemps.
Georges Bontemps est un ingénieur français, administrateur de la Manufacture de Choisy-le-Roi, fabricant de verre français éminent au XIXe siècle. Il est né à Paris le 7 septembre 1799, et mort le 14 novembre 1883.

## Début de carrière
Il était le fils d'un officier de l'Empire qui a appartenu à la première promotion de l'école polytechnique, mais n'ayant pas été reconnu par lui il n'a pas pu entrer à l'école en 1817 malgré sa réussite à l'examen. Il devient un assistant de d'Artigues qui possédait trois cristalleries. Il est entré en 1822 dans la cristallerie de Choisy-le-Roi fondée en 1805 dont il est devenu le directeur en 1823. Il commence des recherches sur le verre coloré en rouge dans la masse par de l'oxyde de cuivre. Le résultat de ses recherches est publié en 1826 par le chimiste Jean-Pierre-Joseph d'Arcet (1777-1844). 
Augustin Fresnel a travaillé avec Georges Bontemps pour lui fournir des blocs de verre jusqu'en 1826 mais ses résultats sont toujours insatisfaisants car ils éclatent pendant le polissage.
En 1829, il y a ouvert un atelier de peinture sur verre. Il confie la direction au peintre verrier anglais Edward Jones,. Edward Jones était venu à Paris en 1826 à la demande du préfet Chabrol pour réaliser des vitraux à l'église Sainte-Élisabeth-de-Hongrie posés en 1828. Les peintres verriers Eugène-Stanislas Oudinot, Henri Gérente et Gaspard Gsell (1814-1904) se sont formés dans cet atelier. Henri Gérente et Gaspard Gsell ont réalisé les cartons des vitraux de la chapelle de la Vierge de l'église Saint-Gervais-Saint-Protais entre 1841 et 1845.
En 1830, il a agi comme agent de l'Anglais Robert Lucas Chance (en) pour l'aider dans le recrutement des ouvriers verriers français et belges pour travailler pour lui. Chance cherchait des moyens d'améliorer la production de verre plat dans son usine nouvellement ouverte à Smethwick, Birmingham. 
Il a présenté à l'Exposition des produits de l'industrie française de 1834 « de superbes rouges », « des beaux jaunes de tons variés, des bleus à deux couches ». Alexandre Brongniart s'est servi des verres colorés de Choisy dès 1839 et en vante la qualité. La manufacture reçoit une médaille d'or à l'Exposition de 1839 où la cristallerie de Choisy-le-Roi présenta ses premières pièces en ouraline.
En 1834 et 1844, la manufacture de Choisy a été chargée des verrières neuves et des compléments de vitraux anciens du déambulatoire de l'abbatiale Saint-Denis. Cela ne l'empêche pas d'écrire en 1845 que si tous les éléments techniques existaient pour réaliser des vitraux semblables à ceux du XIIIe siècle, il n'existait pas encore d'artistes capables de « mettre leurs œuvres en parallèle à celles des anciens »[réf. incomplète].
En 1837, la Société d'encouragement pour l'industrie nationale propose un prix de 10 000 francs à décerner au fabricant pouvant fournir le meilleur flint-glass pour permettre de fabriquer une optique achromatique à partir d'une licence donnée à John Dollond en 1759. À cette date, seuls les Anglais savaient le produire. Il reçoit le prix en 1840 à égalité avec Henri Guinand (1771-1852), dont le père, Pierre-Louis Guinand (1748-1824),, un ouvrier suisse né aux Brenets, avait trouvé le moyen de produire des disques de 30 à 35 cm de diamètre de qualité supérieure aux verres anglais. De ses voyages en Angleterre, il a rapporté de nouveaux procédés pour la fabrication des verres colorés et des verres d'optique.
À l'Exposition des produits de l'industrie française de 1844, la verrerie de Choisy-le-Roi expose tous les types de verres qu'elle peut produire : cristal blanc, cristal coloré et décoré, verre à vitres, globes de grandes dimensions, flint-glass et crown-glass pour les besoins de l'optique, vitres colorées dans la masse, et vitraux peints. Les cartons de plusieurs vitraux qui sont présentés, réalisés par Karl-Hauder et André, Lusson, et Émile Laurent, sont d'Henri Gérente. Gaspard Gsell a dessiné les cartons réalisés par Maréchal, de Metz, pour l'église Saint-Vincent-de-Paul.
En 1845, il retrouve la technique de fabrication de verre de couleur rubis qui a été d'abord utilisé par les Vénitiens au XVIe siècle. 
Lors de la Révolution française de 1848, il est contraint de fuir en Angleterre. Il a trouvé un emploi chez Chance Brothers (en), en raison de son amitié avec Robert Lucas Chance datant de sa visite en France à la verrerie en 1830. Son départ a entraîné la fin de l'implication de la verrerie de Choisy-le-Roi dans la fabrication de verre pour les lentilles de Fresnel, et celle-ci ferme en 1851.

## Développements

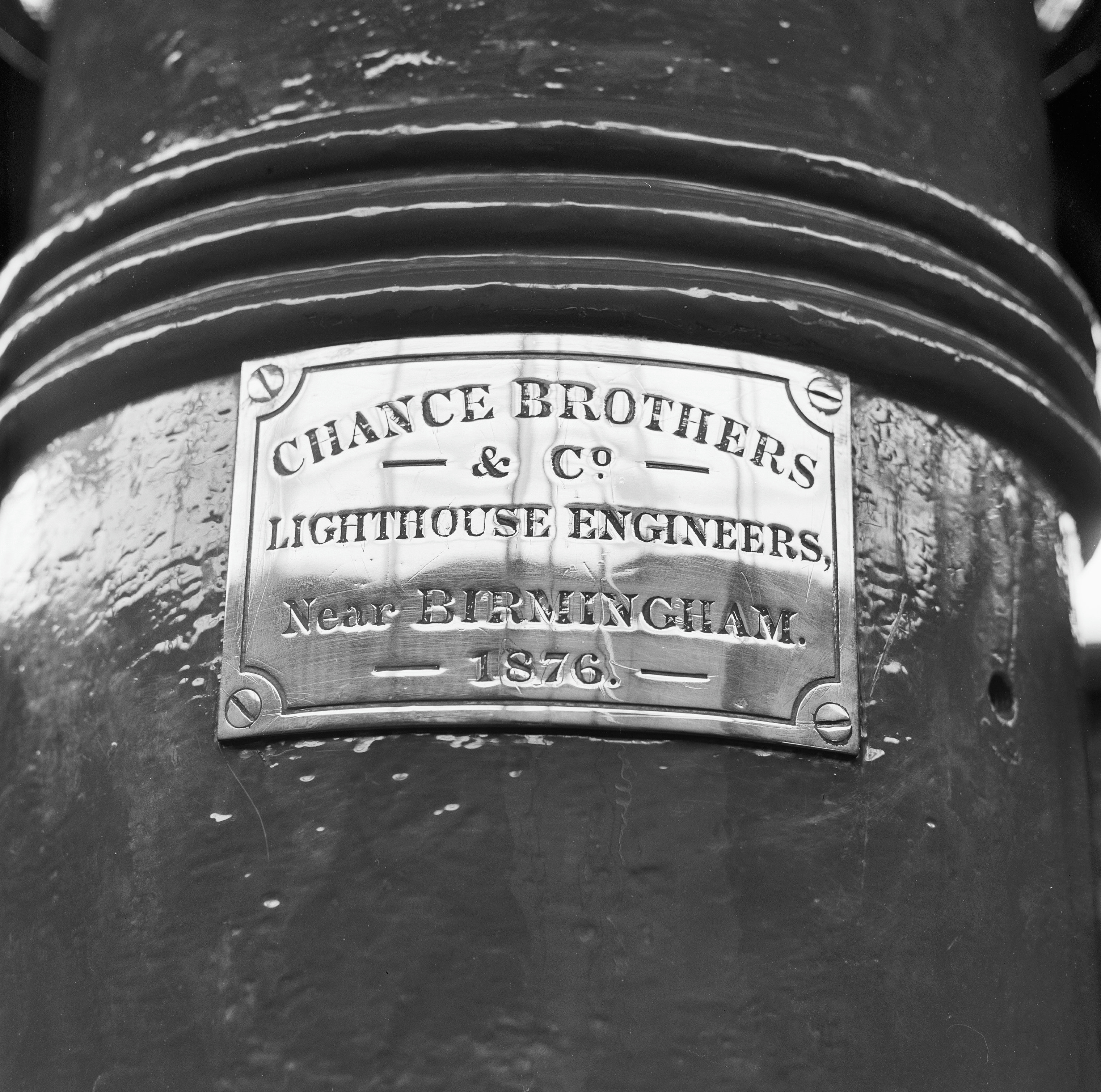
Plaque constructeur de phare de Chance Brothers

Georges Bontemps a été employé par la société Chance Brothers au titre de surintendant des départements de couleur et d'ornement de 1848 à 1854 où il introduit la technique du guinandage,, la gravure à l'acide et l'impression sur verre. 
Pendant ce temps, il a contribué à donner des conseils sur le verre flint pour une utilisation dans la fabrication des lentilles de Fresnel pour les phares maritimes,,. 
Il a également contribué à la production de crown-glass, mesurant 29 pouces (74 cm) de diamètre, commandé à Chance Brothers le 8 novembre 1862 par Gustave Rouland, Ministre de l'Instruction publique et des cultes, pour une utilisation dans les optiques des télescopes de l'Observatoire impérial,.
Georges Bontemps a peint sur le verre l'affiche de la Grande Exposition de 1851 et a été membre du jury à l'Exposition universelle de 1862 de Londres et à l'Exposition universelle de 1867 de Paris.
En 1863, Prosper Lafaye et Michel-Eugène Chevreul ayant mis au point une technique de nettoyage de vitraux qu'ils font publier dans les comptes rendus de l'Académie des sciences en 1863, Georges Bontemps a envoyé une lettre à l'Académie en novembre 1863 dans laquelle il met en garde contre l'emploi de l'acide chlorhydrique qui risquait d'effacer les traits de grisaille.

## Distinction
- Chevalier de la Légion d'honneur en 1844.
- Officier de la Légion d'honneur, en 1867[1].

## Publications
- Description du procédé de fabrication du flint-glass et du crown-glass, p. 400-404, dans Bulletin de la Société d'Encouragement pour l'Industrie Nationale, 1840, 39e année
- Exposé historique et pratique des moyens employés pour la fabrication des verres filigranes et du flint-glass et crown-glass, séance extraordinaire de la Société d'encouragement du 23 avril 1845, p. 183-195, 236-245, dans Bulletin  de  la  Société  d'Encouragement  pour  l'Industrie  Nationale, 1845, 44e année
- Exposé des moyens employés pour la fabrication des verres filigranés, 1845
- Peinture sur verre au XIXe siècle. Les secrets de cet art sont-ils retrouvés ? Quelques réflexions sur ce sujet aux savants et aux artistes, 1845
- Sur les anciens vitraux colorés des églises et sur les précautions à prendre pour les nettoyer, 1863
- Guide du Verrier, traité historique et pratique de la fabrication des Verres, Cristaux, Vitraux, 1868 (lire en ligne)
- Il a publié en 1876 une traduction du livre du moine Théophile Schedula diversum artium.